# Фененко, Владимир Иванович
 Влади́мир Ива́нович Фене́нко ( 1873 — ? ) —  полковник, участник русско-японской войны 1904-1905 годов, Первой мировой и гражданской войн. Кавалер Георгиевского оружия.

## Биография
Православный. Из потомственных дворян Черниговской губернии. Сын статского советника Ивана Романовича Фененко и Марии Михайловны Фененко (Ворожбит). Родной брат судебного следователя по особо важным делам Киевского окружного суда Фененко Василия Ивановича.
Общее образование получил во Владимирском Киевском кадетском корпусе. В службу вступил 13.08.1892 г.  Закончил Чугуевское пехотное юнкерское училище в 1897 году. Участник русско-японской войны 1904-1905 годов в чине штабс-капитана.
На 01.01.1909 г.- штабс-капитан Костромского 19-го пехотного полка. Участник Первой мировой войны. Полковник (пр. 28.01.1916; ст. 10.07.1915; за отличие в делах...). На 01.08.1916 г. в том же чине и полку.
Старший штаб-офицер 19-го пехотного Костромского полка, полковник армейской пехоты.
Командир 670-го пехотного Дунаецкого полка (с 31.03.1917 г.).
В годы Гражданской войны полковник Фененко В.И. участвовал в Белом движении в составе Вооруженных сил Юга России - во 2-м армейском запасном батальоне (до эвакуации из Крыма). 14 ноября 1920 года покинул Севастополь (эвакуирован из Севастополя) на 
крейсере "Генерал Корнилов". 21 ноября 1920 года вышедший из Крыма флот был реорганизован в Русскую эскадру, состоящую из четырех отрядов. В декабре 1920 года в составе 2-го армейского батальона мог оказаться в порту Бизерта в Тунисе. Дальнейшая судьба неизвестна. По непроверенным данным мог проживать в Чехословакии или Югославии.

## Награды
- Георгиевское оружие, украшенный эфес (рукоять). Место службы: 19-й пехотный Костромской полк, капитан, Дата события: 13.11.1914

 Его Императорское Величество, въ присутствіи своемъ во Львове, Апреля 11-го дня 1915 года, соизволилъ отдать слҍдующій приказъ:   
По 19-му Костромскому  пехотному полку: Владиміру Фененко за то, что 13-го Ноября 1914 года под Бохніей, получивъ приказаніе от командира 4-го баталіона, начальника праваго участка, съ своей 11-й ротой двинулся на лҍвый участокъ, атаковал противника и ударомъ  въ  штыки выбилъ его изъ окоповъ, взял болҍе 100 плҍнныхъ  и далъ  возможность 2-му баталіону двинуться впередъ и выйти изъ затруднительнаго положенія.
- Орден Св. Станислава III-й степени (1905 г.)
- Орден Св. Анны III-й степени (1913 г.)
- Орден Святой Анны II-й степени с мечами. Место службы: 19-й пехотный Костромской полк, капитан, ВП 16.01.1915
- Орден Святого Станислава II-й степени с мечами. Место службы: 19-й пехотный Костромской полк, капитан, ВП 16.01.1915
- Орден Святого Равноапостольного Князя Владимира IV-й степени с мечами и бантом. Место службы: 19-й пехотный Костромской полк, капитан, ВП 02.03.1915
- Орден Св. Анны IV-й степени с надписью «За храбрость». Место службы: 19-й пехотный Костромской полк, капитан, ВП 01.06.1915
- Мечи и бант к имеющемуся ордену Святой Анны III-й степени. Место службы: 19-й пехотный Костромской полк, подполковник, ВП 09.12.1915
- Орден Святого Равноапостольного Князя Владимира III-й степени с мечами. Место службы: 19-й пехотный Костромской полк, полковник, ВП 29.12.1916
- Высочайшее благоволение (ВП 14.11.1915; за отличия в делах...)

## Дополнительная информация
- Поиск ФИО по «Картотеке Бюро по учету потерь на фронтах Первой мировой войны 1914–1918 гг.» в РГВИА.
- Ссылки на данную персону с других страниц сайта "Офицеры РИА"